# 용호취
《용호취》는 한국에서 제작된 안승호 감독의 1988년 액션 영화이다. 원진 등이 주연으로 출연하였고 이순오 등이 제작에 참여하였다.

## 출연

### 주연
- 원진
- 진성구
- 이규만

### 조연
- 홍명진
- 김수미
- 국정환
- 남포동
- 조춘
- 조건월
- 김동호
- 함철훈
- 신동욱
- 박창희
- 정영길
- 정성철
- 서명석

## 기타
- 조명: 조길수
- 무술감독: 비운